# Giancarlo Ferretti
Giancarlo Ferretti (Lugo, 16 oktober 1941) is een voormalig Italiaans wielrenner, die in de jaren zestig van de 20e eeuw steeds in de schaduw bleef van zijn kopman Felice Gimondi. Zelf behaalde hij nooit een overwinning.
Hij werd echter vooral bekend als ploegleider in de wielrennerij. Gedurende de jaren zeventig en tachtig was hij als dusdanig actief bij Bianchi en Ariostea. Eind jaren negentig was hij de verantwoordelijke bij MG. In de 21e eeuw maakte Ferretti furore als manager van Fassa Bortolo. Fassa Bortolo was een topteam tot eind 2005, toen het deel uitmaakte van de UCI ProTour. Voormalige renners waren: Michele Bartoli, Ivan Basso, Juan Antonio Flecha, Fabian Cancellara, Frank Vandenbroucke, topsprinter Alessandro Petacchi en vele anderen.
Ferretti poogde een nieuwe sponsor aan te trekken voor zijn team en geloofde dat Sony Ericsson interesse had in zijn team. Hij werd echter het slachtoffer van oplichters waardoor alle renners en werknemers werkloos werden.
Door zijn sterke persoonlijkheid kreeg hij de bijnaam de ijzeren generaal. Hij werd vaak bestempeld als te veeleisend en strikt. Bovendien werd hij ook werknemer van het bedrijf Fassa Bortolo, een unicum in wielrennen.

## Resultaten in voornaamste wedstrijden
| Jaar | Ronde van Italië | Ronde van Frankrijk | Ronde van Spanje |
| ---- | ---------------- | ------------------- | ---------------- |
| 1963 | 20e              |                     |                  |
| 1964 | opgave           |                     |                  |
| 1965 | 18e              |                     |                  |
| 1966 | 26e              |                     |                  |
| 1967 | 36e              | 68e                 |                  |
| 1968 | 43e              |                     | 30e              |
| 1969 | 50e              | 43e                 |                  |
| 1970 |                  |                     |                  |

| Jaar | Milaan-San Remo | Ronde van Lombardije | Parijs-Tours |
| ---- | --------------- | -------------------- | ------------ |
| 1963 | 71e             |                      |              |
| 1964 | 91e             | 14e                  |              |
| 1965 |                 |                      |              |
| 1966 | 72e             | 20e                  |              |
| 1967 | 113e            |                      | 8e           |
| 1968 |                 |                      | 42e          |
| 1969 |                 |                      |              |
| 1970 | 78e             |                      |              |